# روبياناوات مسننة الخطم
روبياناوات مسننة الخطم أو أُحاديات قديمة (الاسم العلمي: Palaemonoidea) فيلق (فصيلة عليا) كبير من الروبيان، تحتوي على ما يقرب من 1000 نوع. وضع فصيلة روبيانيات عمياء غير واضح، على الرغم من أن المجموعة تحتوي على سبع فصائل أخرى مدعومة بشكل جيد
- روبيانيات مسننة الخطم Borradaile, 1915
- Desmocarididae Borradaile, 1915
- Euryrhynchidae Holthuis, 1950
- Gnathophyllidae Dana, 1852
- روبيانيات مسننة الخطم Ortmann, 1890
- روبيانيات مسننة الخطم Bruce, 1993
- روبيانيات مسننة الخطم Rafinesque, 1815
- روبيان أعمى Annandale & Kemp, 1913

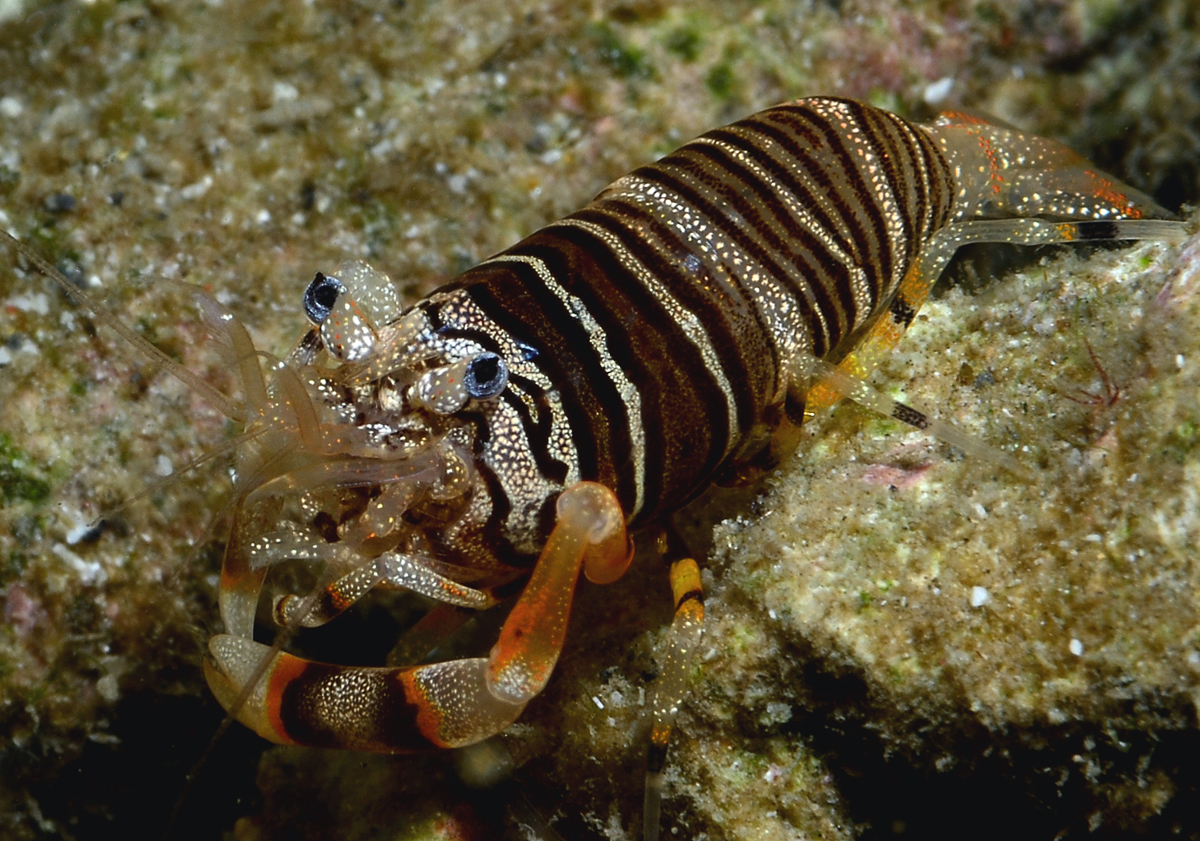
Gnathophyllum americanum, a روبيانيات مسننة الخطم
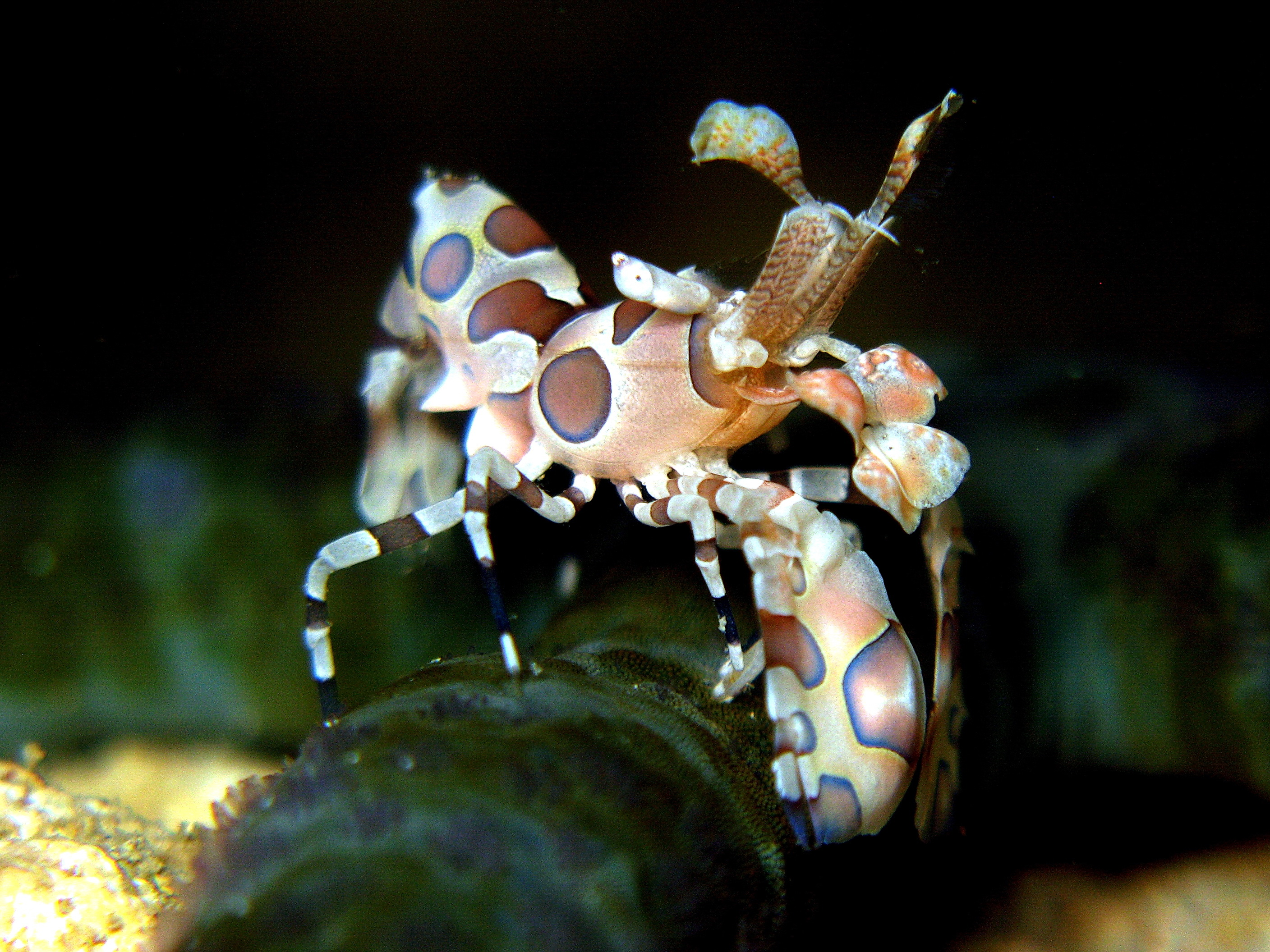
Hymenocera picta, the only روبيانيات مسننة الخطم
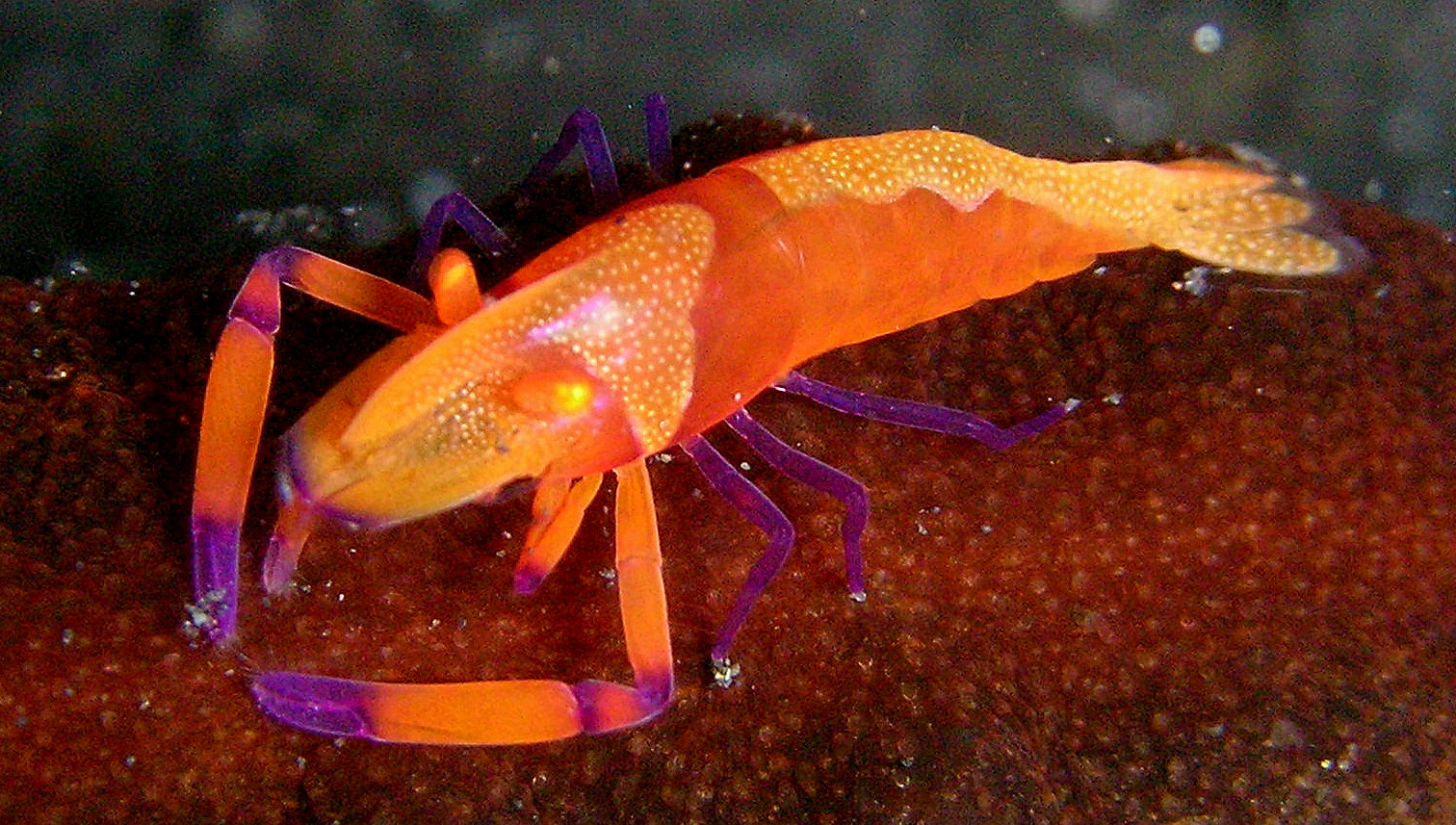
روبيان إمبراطور, a روبيانيات مسننة الخطم
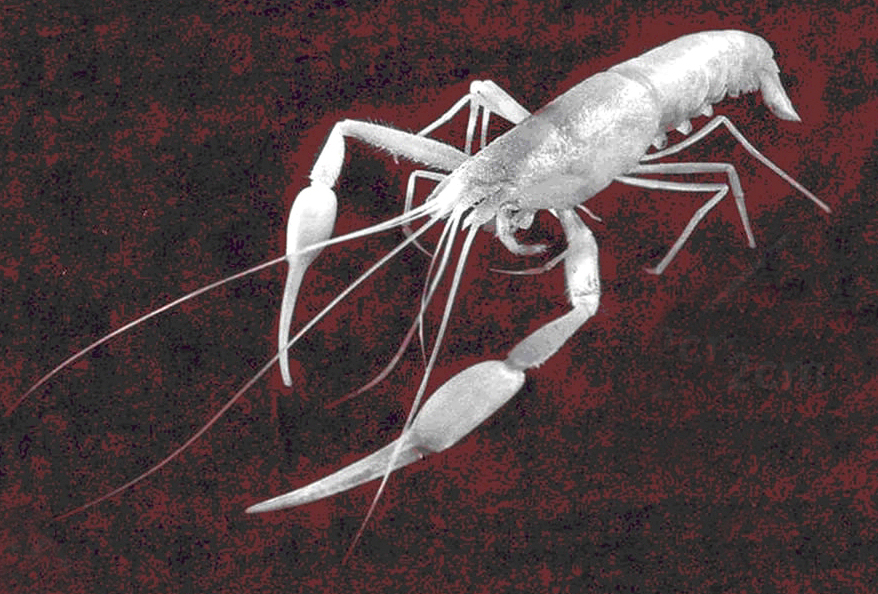
Typhlocaris ayyaloni, a روبيان أعمى
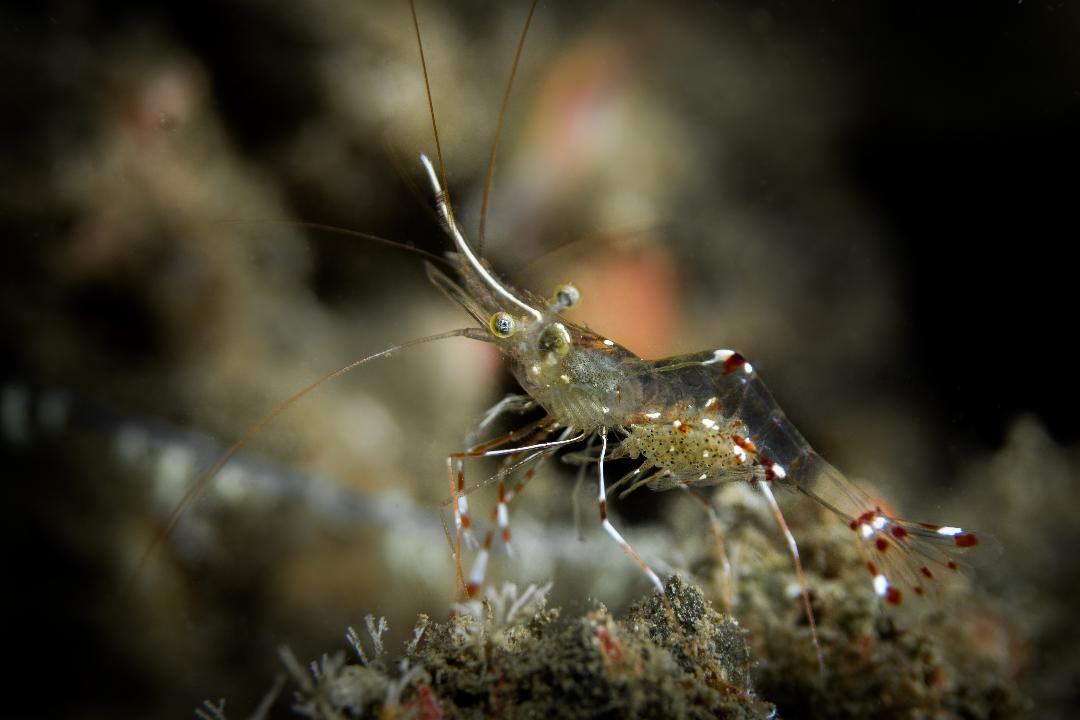
روبيان ريناته خلف المذنب, a روبيانيات مسننة الخطم